# Kalousovský mlýn
Kalousovský mlýn je bývalý vodní mlýn v Praze 6-Dejvicích, který stojí na Šáreckém potoce v Podbabě.

## Historie
Vodní mlýn byl k roku 1708 v držení mlynáře Urbana Moce. Ten musel hájit mlynářské právo na vodu proti majiteli hospodářské usedlosti Šatovka Jiřímu Josefovi Frankovi, který vodu z Šáreckého potoka nechal odvést k zavlažování své štěpnice a loučky. Rada Frank při tomto sporu údajně mlynáře Moce zbil španělkou. Spojencem ve sporu o vodu mu byl mlynář z Malého mlýna.
Podbabský mlýn byl v průběhu třicetileté války pobořen. Protože Mocův zeť neměl prostředky na jeho opravu, roku 1748 jej prodal Jiřímu Kalousovi, po kterém získal jméno.
Mlýn později ukončil svou činnost a celý areál byl značně přestavěn. V Seznamu vodních děl z roku 1930 již není uveden.